# El abuelo
El abuelo é um filme de drama espanhol de 1998 dirigido e escrito por José Luis Garci e Horacio Valcárcel. Foi indicado ao Oscar de melhor filme estrangeiro na edição de 1999, representando a Espanha.

## Elenco
- Fernando Fernán-Gómez - Don Rodrigo
- Rafael Alonso - Pio Coronado
- Cayetana Guillén Cuervo - Lucrecia
- Agustín González - Senén
- Cristina Cruz Mínguez - Dolly
- Alicia Rosas - Nelly
- Fernando Guillén
- Francisco Algora
- Antonio Valero - Jaime